# Franciszek IV Gonzaga
Franciszek IV Gonzaga (ur. 7 maja 1586 w Mantui, zm. 22 grudnia 1612 tamże) – 5. książę Mantui i książę Montferratu (jako Franciszek II).
Urodził się jako najstarszy syn księcia przyszłego księcia Mantui i Montferratu Wincentego I i jego żony Eleonory Medycejskiej. W państwach tych panował wówczas jego dziadek Wilhelm I. Franciszek IV na tron wstąpił po śmierci ojca 9 lutego 1612. 19 lutego 1608 w Turynie poślubił córkę księcia Sabaudii Karola Emanuela I Wielkiego - Małgorzatę. Para miała troje dzieci:
- Marię (1609–1660)
- Ludwika (1611–1612)
- Eleonorę (1612-1612)

Po śmierci Franciszka IV jego następcą został młodszy brat Ferdynand I.